# Мудрик Владислав Олександрович
Владислав Олександрович Мудрик (нар. 17 січня 2001, Нововолинськ, Волинська область) — український професійний футболіст, правий захисник

## Клубна кар'єра
Владислав Мудрик народився у місті Нововолинськ, Волинська область. З 13 років грав у чемпіонаті ДЮФЛУ за львівські «УФК-Карпати» (78 матчі, 4 голи).
Грає на позиції правого захисника.
Грав за аматорську команду Погонь (Львів) та професійні команди «Карпати» (Львів), «Олімпік» (Донецьк).
Грає в аматорській лізі Волинської області.

## Кар'єра у збірній
Провів 10 матчів  за юнацьку збірну України з футболу (U-17).